# Buck Danny
Le Avventure di Buck Danny (Les Aventures de Buck Danny) sono una serie a fumetti franco-belgi di genere avventuroso incentrate sul mondo dell'aviazione; creata da Jean-Michel Charlier e Victor Hubinon, apparsa a partire dal 1947 sul settimanale Spirou e pubblicata in 57 album dal 1948 per i tipi dell'editore belga Dupuis. I suoi eroi (fittizi) sono tre piloti militari americani (Buck Danny, Sonny Tuckson e Jerry Tumbler) che, ai comandi dei loro aerei, vivono molte avventure. Le loro peripezie coprono, tra l'altro, la maggior parte dei conflitti a cui hanno preso parte le forze armate americane, dalla seconda guerra mondiale alla guerra in Bosnia. Alla creazione ha partecipato anche Georges Troisfontaines, ma in modo molto limitato, incidentale e non significativo (alcune tavole del primo album). La serie è in linea con le raccolte delle avventure degli aviatori britannici di Biggles che però saranno pubblicate a fumetti solo molto più tardi.

### Articoli
- AA. VV., Cronologia Buck Danny - parte prima, in Zona BéDé, 20 marzo 2021.
- AA. VV., Cronologia Buck Danny - parte seconda, in Zona BéDé, 11 giugno 2011.
- AA. VV., Cronologia Buck Danny - parte terza, in Zona BéDé, 2 luglio 2011.
- Luca Boschi, Il ritorno dei classici: Buck Danny, finalmente integrale, in Cartoonist globale, 26 agosto 2011.
- Domenico Bottalico, Il Grande Fumetto di Aviazione 1 (Recensione), in mangaforever, 12 febbraio 2021.
- Domenico Bottalico, Il Grande Fumetto d’Aviazione 2-6 (Recensione), in mangaforever.net, 6 aprile 2021.